# تلفزيون ناسيونال د تشيلي
تلفزيون ناسيونال د تشيلي (باللغة الإسبانية: Televisión Nacional de Chile) هي قناة تلفزيونية في تشيلي ، والتي تشكل خدمة التلفزيون العامة لهذا البلد، كونها شركة تابعة لدولة شيلي. وهو يتألف من إشارة رئيسية للاستقبال الحر على الصعيد الوطني، تُنقل إلى أجهزة إعادة الإرسال في جميع أنحاء الإقليم القاري ؛ إشارة التلفزيون التشيلي الدولي ؛ القناة الإخبارية للكابل والأقمار الصناعية 24horas (أربع وعشرون ساعة)؛ وبوابة إنترنت توفر محتويات المحطة. بدأت بثها في 18 سبتمبر 1969.

## برامج
- بوإنص ديأس أ طهدوس (Buenos Dias a todos).
- إستاده ناسينال (Estado Nacional).
- فرعطوس دل باإس (Frutos del Pais).
- كارمن غلوريا أ ص سرفيس (Carmen Gloria a su servicio).
- إنفورم إسبسيل (Informe Especial).
- رجو، إل كهلور دلتا لنطه (Rojo, el color del talento).
- إل شافو ديل أوتشو (El Chavo del Ocho).[4]

## الشعارات

1969–1978
1978–1984
1984–1988
1988–1990
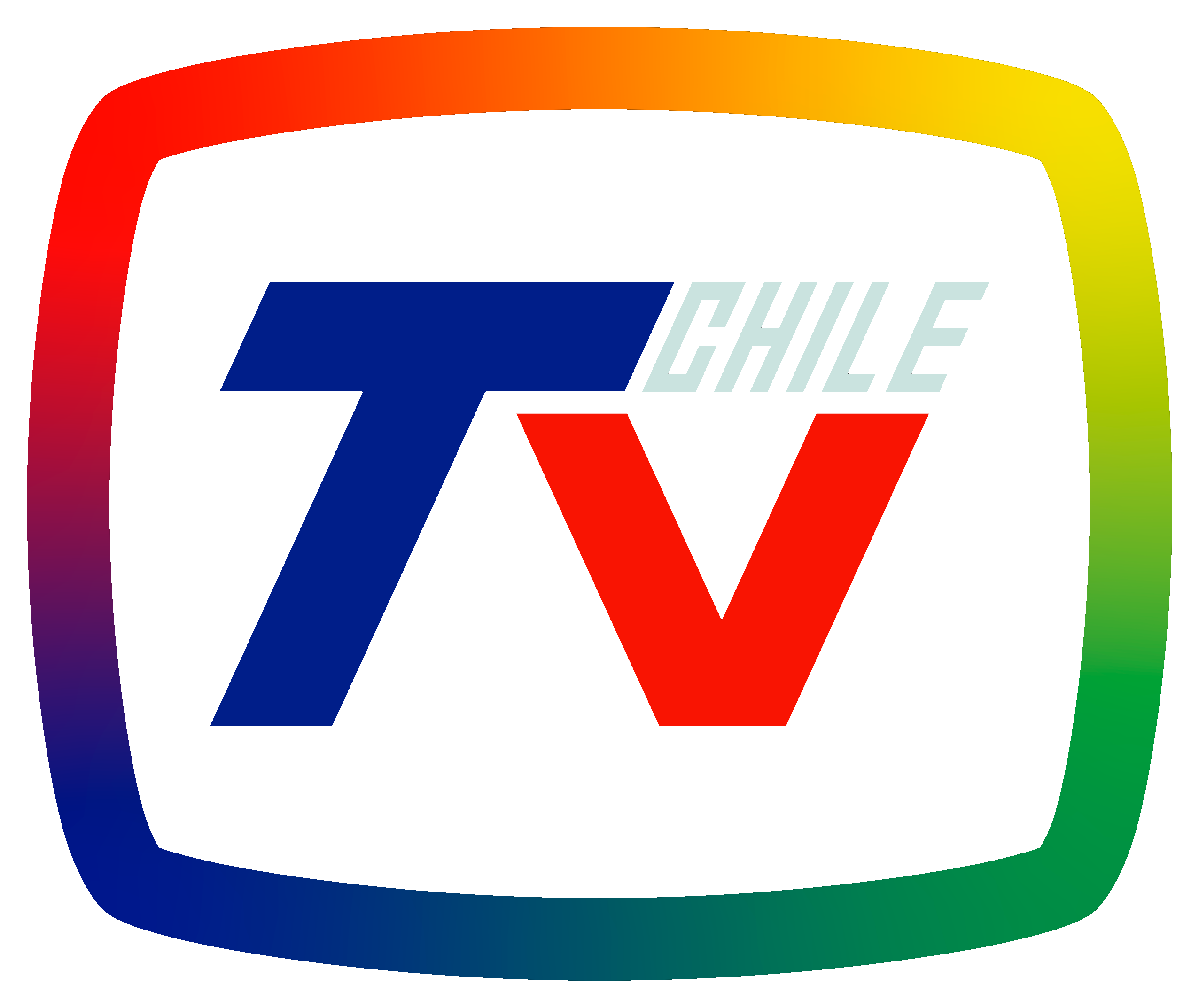
1990
1990–1993
1993–1996
1996–2004
2004–2016
2016–2020
2020–